# Saint Louis Jimmy
James Burke Oden, dit Saint Louis Jimmy, était un compositeur, pianiste et chanteur de blues américain, né à Nashville, Tennessee, le 26 juin 1905, décédé à Chicago, Illinois, le 30 décembre 1977.

## Discographie
- St Louis Jimmy Oden vol. 1 & 2 (Document)